# Роберт Керр, 1-й граф Анкрам
Сэр Роберт Керр (или Карр), 1-й граф Анкрам (англ. Robert Kerr, 1st Earl of Ancram; около 1578—1654) — шотландский дворянин, английский политик и писатель.

## Биография
Сын Уильяма Керра из Анкрама (? — 1590), лэрда Анкрама в Роксбургшире, внук Роберта Керра (? — 1588) и правнук сэра Эндрю Керра из Фернихерста (? — 1545). Его матерью была Маргарет Дандас, дочь Александра Дандаса из Фингаска.
Он родился около 1578 года и унаследовал фамильное поместье в 1590 году после смерти своего отца, который был убит по приказу своего родственника Роберта Кера, младшего из Сессфорда. Люди Сессфорда устроили засаду на Уильяма Керра из Анкрама на лестнице у входа в его жилище и застрелили его из пистолета, называемого «даг». Спор касался канцелярии проректора Джедбурга. Его овдовевшая мать вышла замуж за Джорджа Дугласа из Мордингтона, сына Джорджа Дугласа из Паркеда, и родила еще нескольких детей.
Роберт Керр в раннем возрасте был удостоен придворной милости. Вскоре после восшествия короля Якова I Стюарта на английский престол Роберт Керр занял значительное положение в доме принца Генри и принцессы Елизаветы в Оутленде. Он был посвящен в рыцари, вероятно, в 1605 году. После смерти принца Генри в 1612 году он присоединился к дому принца Чарльза в качестве джентльмена спальни, получив должность с помощью своего двоюродного брата, фаворита Роберта Карра, будущего лорда Рочестера. Чарльз стал его покровителем на протяжении всей жизни. Чарльз выступил посредником в своем втором браке с леди Энн Стэнли (ок. 1600—1657), дочерью Уильяма Стэнли, 6-го графа Дерби.
В 1620 году Керр был вовлечен в роковую ссору с Чарльзом Максвеллом, который намекнул, что пренебрег герцогом Бекингемом и оскорбил его без провокации, когда он вошел во дворец в Ньюмаркете. На последовавшей дуэли сэр Роберт убил Максвелла. Несмотря на то, что друзья Максвелла оправдали Керра, строгие правила короля по предотвращению и наказанию дуэлей вынудили его бежать в Голландию, где он оставался около года. Во время ссылки он собирал картины, к которым, как и его царственный хозяин, имел хороший вкус. В конце концов он представил принцу те, которые привез с собой. Он также отличался своим литературным вкусом и был другом Джона Донна. Он также жил во дворце Уайтхолл и Кью.
После восшествия на престол Карла I Стюарта в 1625 году сэр Роберт Керр был помещен в опочивальню.
Он был членом парламента от Эйлсбери в 1625 году, а также от Лостуитиэля и Престона.
Роберт Керр приехал в Шотландию в июне 1629 года. Он принес подарок от Карла I леди Йестер, украшенную драгоценными камнями прическу, описываемую как «головной убор», полоса мелких бриллиантов, украшенных геральдической линией, чтобы носить ее на лбу от уха до уха. ухо. Он упомянул благодарность Чарльза ее матери леди Сетон за то, что она в детстве присматривала за ним во дворце Данфермлин.
24 июня 1633 года, когда Чарльз находился в Шотландии на своей коронации, Роберт Керр был возведен в звание пэра под титулами 1-го графа Анкрама и 1-го лорда Керра из Нисбета, Лангньютоуна и Долфинстоуна. Раньше его сын Уильям от первой жены Элизабет, дочери сэра Джона Мюррея из Блэкбаронии, женился на своей родственнице Энн Керр, графине Лотиан, и получил от короля титул графа Лотиана. Таким образом, в патенте, выданном Роберту Керру, было предусмотрено, что его титул должен передаваться детям от его второго брака. Таким образом, он был отцом двух пэров Шотландии.
В отличие от других, кто был всем обязан этому принцу, граф Анкрам оставался неизменным приверженцем принца на протяжении всех его проблем — хотя он не мог помешать своему старшему сыну, графу Лотиану, играть заметную роль на противоположной стороне. После смерти короля Карла Роберт Керр укрылся в Голландии, где провел остаток своих дней в одиночестве и нищете, и умер в 1654 году в возрасте 76 лет. Голландский художник Ян Ливенс оставил его портрет.
Его сын Чарльз Керр унаследовал его титул, который в конечном итоге слился с титулом маркиза Лотиана.

## Семья
У Роберта Керра было двое сыновей от первого брака с Элизабет Мюррей:
- Уильям Керр, 1-й граф Лотиан (ок. 1605 — октябрь 1675)
- Стэнли Керр (ум. май 1672)

У него был один сын и две дочери от второго брака с Энн Сэнли, дочерью Уильяма Стэнли, 6-го графа Дерби:
- Чарльз Керр, 2-й граф Анкрам (6 августа 1624 — сентябрь 1690)
- Леди Вир Керр (1622—1708), муж — Генри Уилкинсон.
- Леди Элизабет Керр, муж — полковник Натаниэль Рич.